# George Stephenson (rugby à XV)
Ne doit pas être confondu avec George Stevenson.
Pour les articles homonymes, voir George Stephenson (homonymie) et Stephenson.
Pas d'image ? Cliquez ici

b Matchs officiels uniquement.
George Vaughan Stephenson, né le 22 décembre 1901 à Dromore et mort le 6 août 1970 à Lambeth, est un joueur de rugby à XV sélectionné en équipe d'Irlande de 1920 à 1930 au poste de centre.

## Biographie
George Stephenson obtient sa première cape internationale lors d’un test match le 3 avril 1920 contre l'équipe de France. Il participe au Tournoi des Cinq Nations de 1920 à 1930 sans interruption. Il marque son temps en inscrivant quatorze essais (un record à l'époque) et 89 points, comptant 42 sélections dont treize fois capitaine et disputant onze Tournois.

## Palmarès
- Vainqueur du Tournoi des Cinq Nations en 1926 et en 1927.

## Statistiques en équipe nationale
- 42 sélections
- 89 points (14 essais, 13 transformations et 7 pénalités).
- Sélections par année : 1 en 1920, 4 en 1921, 4 en 1922, 4 en 1923, 5 en 1924, 4 en 1925, 4 en 1926, 5 en 1927, 5 en 1928, 2 en 1929, 4 en 1930.
- Onze Tournois des Cinq Nations disputés : 1920, 1921, 1922, 1923, 1924, 1925, 1926, 1927, 1928, 1929, 1930.